# Edward Andrade
Edward Neville Da Costa Andrade, FRS, angleški fizik, častnik, pesnik in pisatelj, * 27. december 1887, † 6. junij 1971.
Andrade je bil med letoma 1928 in 1950 Quainov profesor fizike na Univerzi v Londonu.
Bil je član Kraljeve družbe.